# Dora Baret
Dora Baret, all'anagrafe Dora Carmen Barrera (Huerta Grande, 7 luglio 1940), è un'attrice argentina, attiva nel cinema, in teatro e in televisione.

## Biografia
Dora Carmen Barrera nasce il 7 luglio 1940 a Huerta Grande, zona panoramica nella Provincia di Córdoba vicino a La Falda. I suoi genitori, immigrati spagnoli, furono trasferiti alla sezione Floresta di Buenos Aires quando aveva sei anni e lei cominciò a frequentare scuola di recitazione a 14 anni. Era una ballerina di talento nel tango amatoriale nei suoi anni dell'adolescenza, ed eseguito con Francisco Canaro, Juan D'Arienzo e Osvaldo Pugliese, tra gli altri.
Conosciuta da allora come Dora Baret, ha iniziato a lavorare nel cinema come comparsa in La venenosa, e le è stato offerto il suo primo ruolo cinematografico da Hugo del Carril nel 1958 in Una cita con la vida, in quello stesso anno, ha incontrato il suo futuro marito, Carlos Gandolfo.
Fumatrice di lunga data, Dora Baret si è ammalata di un cancro al seno nel 2003, e lo ha combattuto con successo.
Oggi dirige una scuola di recitazione. Dora ha continuato a lavorare in teatro, e nel 2007, ha guadagnato un Premio ACE per il suo ruolo da protagonista in Luz de gas.
I suoi due figli sono anche personaggi dello spettacolo: Matías Gandolfo è diventato un attore, l'altro figlio è noto al pubblico argentino come Emanuel il Mago.

## Carriera

### Cinema
- La venenosa (1958)
- Una cita con la vida (1958)
- Dar la cara (1962)
- La terraza (1963)
- Testigo para un crimen (1963)
- Intimidad de los parques (1965)
- Soluna (1967)
- Turismo de carretera (1968)
- Proceso a la infamia (1974)
- Los gauchos judíos (1974)
- La Mary (1974)
- La hora de María y el pájaro de oro (1975)
- ¿Qué es el otoño? (1976)
- Allá lejos y hace tiempo (1978)
- Mis días con Verónica (1979)
- Sentimental (1980)
- Queridas amigas (1980)
- Fiebre amarilla (1981)
- Gracias por el fuego (1983)
- Darse cuenta (1984)
- El caso Matías (1985)
- Sobredosis (1986)
- Seré cualquier cosa, pero te quiero (1986)
- Sofía (1987)
- Flop (1990)
- La pluma del ángel (1992)
- Funes, un gran amor (1993)
- Facundo, la sombra del tigre (1994)
- Cómplices (1998)
- Chile 672 (2006)
- Aporía (2009)
- La Señora Lambert (2011)
- El pozo (2012)

### Televisione
- El sátiro (1963)
- Adorable profesor Aldao (1968)
- Alta comedia (1971)
- El exterminador (1973)
- Agustina (1980)
- Bianca (1980)
- Romina (1980)
- Casa de Muñecas (1980)
- Dollhouse (1980)
- Ficciones (1987)
- Dagli Appennini alle Ande (1990)
- Fragole verdi (El árbol azul) (1991)
- Celeste (1991)
- Celeste 2 (Celeste siempre Celeste) (1993)
- Alta comedia (1994)
- Amor latino (2000)
- Encubiertos (2003)
- Ensayos (2003)
- Mujeres asesinas (2006)
- Son de Fierro (2007-2008)

## Premi e nomination
| Anno | Premio                           | Categoria                     | Programma         | Risultato  |
| ---- | -------------------------------- | ----------------------------- | ----------------- | ---------- |
| 1991 | Premio Konex - Diploma al Mérito | Attrice drammatica Radio e TV | Periodo 1981-1990 | Vincitrice |
| 1991 | Premio Martín Fierro             | Attrice di reparto            | Celeste           | Vincitrice |
| 2007 | Premio Martín Fierro             | Attrice di reparto            | Son de Fierro     | Nomination |

## Doppiatrici italiane
- Noemi Gifuni in Dagli Appennini alle Ande
- Caterina Rochira in Celeste e Celeste 2

## Curiosità
- Negli anni sessanta ha recitato in alcuni fotoromanzi italiani.